# Hans Peter Künzle
Hans Peter Künzle (* 11. Mai 1951 in Winterthur) ist ein Schweizer Jazzmusiker (E-Bass, Kontrabass), der den Jazzstudiengang an der Zürcher Hochschule der Künste leitete.

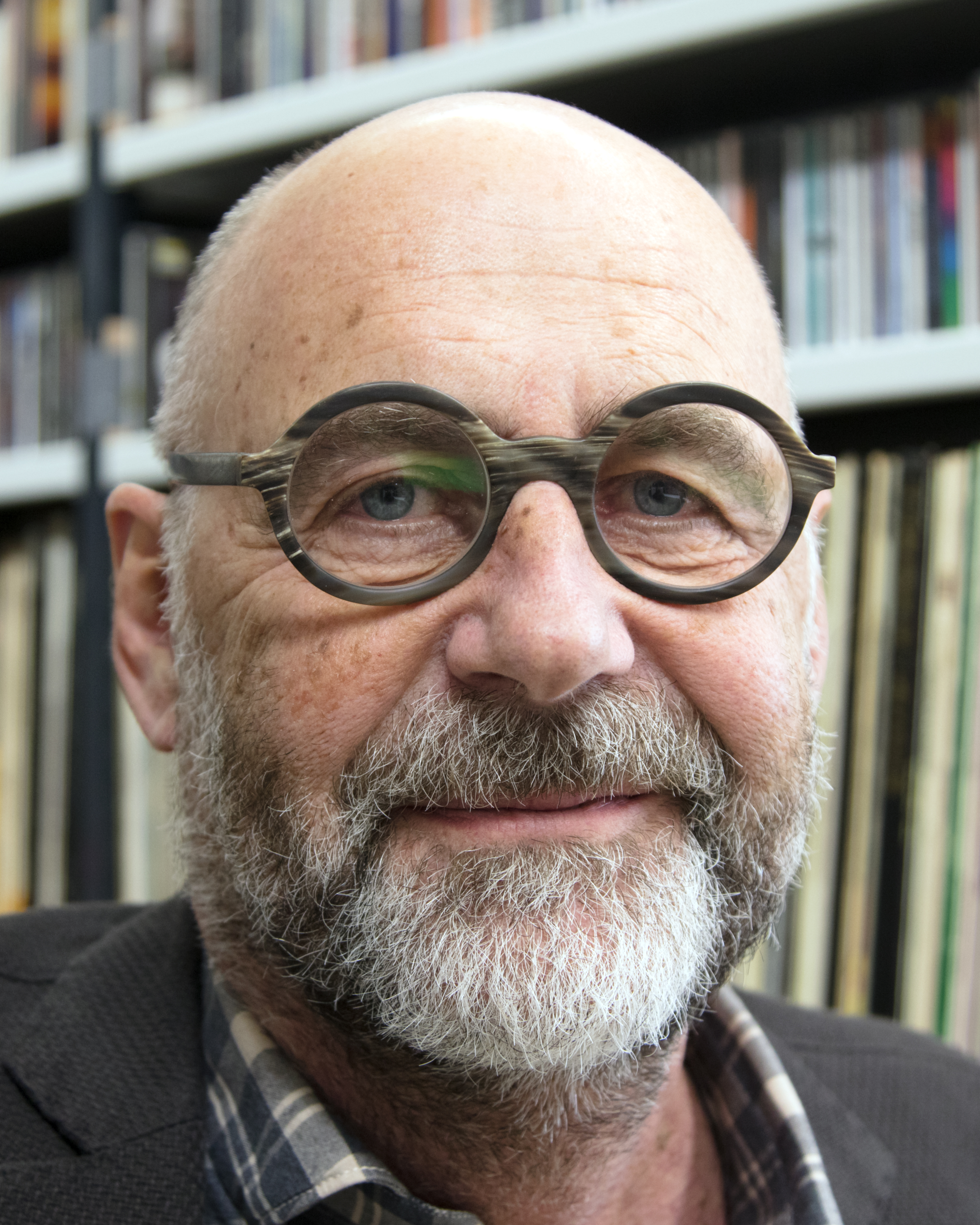
Hans Peter Künzle im Archiv des Swissjazzorama in Uster (2017)

## Leben und Wirken
Künzle wuchs in Wangen-Brüttisellen bei Dübendorf auf, wo er bereits im Kindergarten zum Akkordeon kam. Mit 13 Jahren wechselte er zum E-Bass, um zunächst Blues und Rockmusik zu spielen. Er studierte an der Swiss Jazz School bis zum Abschluss als Diplom-Berufsmusiker. Daneben absolvierte er ein klassisches Kontrabass-Studium am Konservatorium Winterthur bei Professor Yoan Goilav. Ab 1976 war er als professioneller Musiker tätig und spielte sowohl im Rock- als auch im Latin- und Jazzbereich mit Kjol, Ursi Baur, OJO, Remo Rau, Christine Jaccard, Bruno Steffen/Heiner Althaus, Marianne Racine, Frets & Heads, Mano oder Gabriela Tanner, aber auch mit Reshad Feild (The Flute Maker).
Seit 1987 leitete er die Jazzschule Zürich; 1999 war er an ihrer Überleitung in die Zürcher Hochschule der Künste beteiligt, wo er im selben Jahr die Leitung des Jazzstudiengangs übernahm. 2016 hat er die Leitung des Swissjazzorama-Archivs in Uster übernommen.

## Diskographische Hinweise
- Steffen-Althaus Quartet City of Glass (Brambus 1990)
- Steffen-Althaus Quartet In Between (Brambus 1992)
- Racine-Steffen Group Buried Treasures (Brambus 1993)
- Cheikh Tidiane Niane Wasi Rhythms
- Remo Rau Universal Jazz Cosmic Classics (1994)
- Adrian Frey Autumn Leaves Etcetera (HTMZ 2005)